# Entente Sportive Le Cannet-Rocheville Volley-Ball 2009-2010
Questa voce raccoglie le informazioni riguardanti l'Entente Sportive Le Cannet-Rocheville Volley-Ball nelle competizioni ufficiali della stagione 2009-2010.

## Organigramma societario
Area direttiva
- Presidente: Daniel Bussani

Area tecnica
- Allenatore: Mladen Kasić
- Allenatore in seconda: David Françoise

## Rosa
| N° | Nome                  | Ruolo | Data di nascita   | Nazionalità sportiva |
| -- | --------------------- | ----- | ----------------- | -------------------- |
| 1  | Atanaska Koyumdzhieva | C     | 21 marzo 1979     | Bulgaria             |
| 2  | Candace McNamee       | P     | 13 giugno 1980    | Stati Uniti          |
| 4  | Lucile Le Thuc        | P     | 19 settembre 1992 | Francia              |
| 5  | Florentina Nedelcu    | S     | 26 marzo 1976     | Romania              |
| 6  | Anaïs Décamp          | L     | 24 febbraio 1992  | Francia              |
| 7  | Jelena Lozančić       | C     | 26 marzo 1983     | Francia              |
| 8  | Olesja Kulakova       | C     | 31 gennaio 1977   | Germania             |
| 9  | Élodie White          | S     | 29 marzo 1983     | Francia              |
| 10 | Estelle Quérard       | L     | 19 marzo 1979     | Francia              |
| 11 | Séverine Szewczyk     | S/O   | 29 giugno 1976    | Francia              |
| 12 | Sanja Bursać          | S     | 10 gennaio 1990   | Serbia               |